# Nina Terentiew
Nina Barbara Terentiew-Kraśko z domu Arcimowicz (ur. 14 marca 1946 w Warszawie) – polska dziennikarka, prezenterka telewizyjna, w latach 1998–2006 dyrektor programowa TVP2, w latach 2007–2023 dyrektor programowa telewizji Polsat. Od stycznia 2023 roku członek rady nadzorczej Telewizji Polsat.

## Życiorys
Córka Jerzego Arcimowicza. Jest absolwentką polonistyki na Uniwersytecie Warszawskim. W latach 1970–1971 odbyła staż zawodowy w Polskim Radiu Koszalin. Pracę w Telewizji Polskiej rozpoczęła w 1971 w Redakcji Publicystyki Kulturalnej. Przygotowywała program kulturalny Pegaz. Później przygotowywała liczne filmy dokumentalne, reportaże i audycje poświęcone kulturze. Wśród programów, które sama prowadziła przez blisko 30 lat, były głównie rozmowy z zaproszonymi gośćmi w ramach cyklów XYZ, Rozmowy z..., Bezludna wyspa, Babskie gadanie i Zwierzenia kontrolowane.
W 1980 została kierownikiem redakcji publicystyki TVP, a w 1986 szefem zespołu artystycznego TVP2, a w 1991 została dyrektorem ds. artystycznych TVP2. W 1991 uzyskała nominację na stanowisko zastępcy dyrektora ds. programowych TVP2. Od 1998 pełniła funkcję dyrektora programowego TVP2. 6 czerwca 2006 złożyła rezygnację, lecz zgodnie z okresem wypowiedzenia telewizyjnej Dwójce przewodziła do września 2006. Wraz z rezygnacją z funkcji dyrektora programowego TVP2 odeszła z Telewizji Polskiej.
Pełniąc kierownicze stanowiska w TVP2, wprowadziła wiele nowatorskich wówczas programów i audycji. Pod koniec lat 80. wprowadziła na antenę pierwszy w Polsce program poranny, Telewizję śniadaniową. Pod jej kierownictwem TVP2 jako pierwsza polska telewizja rozpoczęła masowe imprezy takiej jak sylwestry, biesiady, pikniki. Równolegle Terentiew zainicjowała wieczory z Piwnicą pod Baranami czy benefisy w Teatrze Stu. W połowie lat 90. wprowadziła na antenę występy nieznanych wówczas kabaretów, które okazały się przebojem i charakterystyczną audycją TVP2. Zmieniła także wizerunek prezenterek telewizyjnych; uczyła zawodu m.in.: Agatę Młynarską, Grażynę Torbicką, Jolantę Fajkowską.
Od 1 października 2006 do kwietnia 2007 była doradcą programowym właściciela oraz zarządu Telewizji Polsat ds. produkcji polskiej. Od kwietnia 2007 do stycznia 2023 pełniła funkcję dyrektora programowego Polsatu. W 2023 została członkiem rady nadzorczej Polsatu. Jako dyrektor programowa wpłynęła na zmianę wizerunku stacji głównie poprzez transmisje z masowych imprez i zakup sprawdzonych zachodnich formatów.
Jest autorką książki-zbioru wywiadów Zwierzenia kontrolowane.
Działała w Fundacji Jolanty Kwaśniewskiej „Porozumienie bez barier”, należy do klubu „22” kierowanego przez Henrykę Bochniarz.

## Życie prywatne
Pierwszym mężem był Robert Terentiew, dziennikarz, publicysta, z którym ma syna Huberta, zaś drugim mężem dziennikarz Tadeusz Kraśko (ojciec Piotra Kraśki). Oba małżeństwa zakończyły się rozwodami.

## Media

### Telewizja Polska (1971-2006)
- 1980–1986: Kierownik Redakcji publicystycznej TVP.
- 1986–1991: Szef zespołu artystycznego TVP2.
- 1991–1998: Zastępca dyrektora ds. programowych w TVP2.
- 1998–2006: Dyrektor programowy w TVP2.

### Polsat (od 2006)
- 2006–2007: Doradca programowy Polsatu.
- 2007–2023: Dyrektor programowy Polsatu.
- od 2023: Członek rady nadzorczej Polsatu.

## Odznaczenia i wyróżnienia
Odznaczenia
- Krzyż Oficerski Orderu Odrodzenia Polski (15 października 2004, postanowieniem prezydenta RP Aleksandra Kwaśniewskiego za wybitne zasługi dla kultury polskiej)[9]
- Krzyż Kawalerski Orderu Odrodzenia Polski (12 listopada 1998, postanowieniem prezydenta RP Aleksandra Kwaśniewskiego w uznaniu wybitnych zasług dla rozwoju telewizji polskiej)[10]
- Order „Za zasługi” III stopnia – Ukraina (2004)[11]

Nagrody i wyróżnienia
- Nagroda Superwiktora (Wiktory 1996) dla osobowości telewizyjnych
- nagroda ZAiKS-u za popularyzację polskiej twórczości rozrywkowej (1999)[12]
- III miejsce w kategorii Talk-show w plebiscycie Telekamery 2001
- Czerwona Kokardka (2003)[13]
- ArtPrezydent w latach 2014/2015 na Interdyscyplinarnym Festiwalu Sztuk Miasto Gwiazd w Żyrardowie

## Wpływ na popkulturę
Ze względu na sukcesy telewizyjne i pełnione stanowiska określana jest mianem „carycy polskiej telewizji”. Wskazywana jest przez media jako osoba, której medialne zainteresowanie zawdzięczają tacy artyści jak Justyna Steczkowska, Muniek Staszczyk czy Maciej Maleńczuk. Michał Wiśniewski określa ją mianem swojej „medialnej matki”.